# Oneida and Western Railroad
Die Oneida & Western Railroad (O&W) war eine Bahngesellschaft im Norden des US-Bundesstaats Tennessee. Sie errichtete ab 1913 eine normalspurige Bahnstrecke von Oneida Richtung Westen bis ins rund 60 km entfernte Jamestown, das 1921 erreicht wurde. Die Bahngesellschaft beförderte vor allem Holz und Steinkohle, schrieb jedoch ab 1931 meist Verluste und stellte zum 31. März 1954 den Betrieb ein.

## Geschichte
Anfang des 20. Jahrhunderts hatte die Stearns Coal and Lumber Company Rechte zum Holzeinschlag in schwer zugänglichen alten Laubwäldern im westlichen Scott County und östlichen Fentress County auf dem Cumberland-Plateau. Zur Erschließung dieses Big Survey genannten Gebiets plante das Unternehmen, eine Waldbahn zur weiter nördlich in Kentucky gelegenen Kentucky & Tennessee Railroad zu errichten.
Allerdings hatte auch die Tennessee Stave and Lumber Company Einschlagrechte und plante ebenfalls den Bau einer Waldbahn in die Region. Am 29. Oktober 1912 wurde einer Tochterfirma dieses Forstunternehmens, der Jamestown Railroad Company, die Genehmigung zum Bau einer Bahnstrecke von Glenmary im Süden des Scott Countys nach Jamestown erteilt. In Glenmary betrieb das Unternehmen ein Sägewerk; zudem wäre dort eine Verbindung zur Cincinnati Southern Railway hergestellt worden. Diese Streckenführung wurde allerdings verworfen.
Am 5. August 1913 wurde stattdessen der zeitgleich ebenfalls als Tochterfirma der Tennessee Stave and Lumber Company organisierten Oneida & Western Railroad Company (O&W) die Erlaubnis zum Bau einer Bahnstrecke von Oneida über Jamestown nach Albany erteilt. Im Gegensatz zu ersten Planungen einer nichtöffentlichen Waldbahn erlaubten die Statuten der O&W den öffentlichen Betrieb (common carrier) einschließlich Personenverkehr. Sitz der Gesellschaft wurde Oneida.
Der Bau der Strecke begann von Oneida westwärts am 4. November 1913 und erreichte im Juni 1915 den Big South Fork. Am 1. Juli 1916 wurde die Verbindung bis ins 24,6 km von Oneida entfernte Gernt im Osten des Fentress County in Betrieb genommen, 1921 folgten weitere 23,7 km Strecke bis East Jamestown. Von dort wurde das Gleis zum 10. Dezember 1930 noch um 11,3 km bis zum Ortskern von Jamestown verlängert. Stockton bei East Jamesville war von 1917 bis 1925 Ausgangspunkt einer kurzen Zweigstrecke namens Doss Spur. Der Holztransport spielte anfangs eine große Rolle; Empfänger der entlang der Strecke verladenen Stämme war insbesondere ein Sägewerk in Verdun unmittelbar westlich von Oneida.
Nachdem in den 1920er-Jahren große Teile des alten Baumbestands abgeholzt waren, nahm die Bedeutung des Holztransports sowohl für die O&W als auch ihren Eigentümer eine weniger wichtige Rolle ein. Letzterer änderte Mitte des Jahrzehnts seinen Namen in Tennessee Lumber and Coal Company. Über die Bahnstrecke wurden ab Ende der 1920er-Jahre Steinkohlegruben in Potter und Zenith nahe der Grenze zwischen den Fentress und Scott Countys erschlossen. Die Transportmengen der O&W sanken dennoch ab den 1920er-Jahren. Ab 1931 verbuchte die Gesellschaft mit Ausnahme des Jahres 1948 jedes Jahr Verluste.
1938 wurde durch die US-Bundesregierung der Bau einer Talsperre im Cumberland River im Russell County beschlossen. Zur Lieferung des Baumaterials für den Wolf Creek Dam wurde die Nutzung der Strecke der O&W erwogen. Die Crown-Healy Corporation, ein Bauunternehmen aus Illinois, erwarb daher Anfang der 1940er-Jahre die O&W. Als der während des 2. Weltkriegs unterbrochene Bau des Damms allerdings 1946 wieder aufgenommen wurde, konnte Crown-Healy keine Ausschreibung für sich entscheiden. Das Unternehmen beantragte die Stilllegung der O&W-Strecke, konnte jedoch mit der Jewell Ridge Coal Company – dem Betreiber von zwei Kohleminen in Zenith – einen Käufer für die Bahngesellschaft finden.
Das Frachtaufkommen nahm in den 1940er- und frühen 1950er-Jahren weiter ab; Investitionen in Infrastruktur und Fahrzeuge unterblieben. Die O&W beantragte 1953 erneut die Betriebseinstellung, die gewährt wurde. Der letzte reguläre Zug fuhr am 4. März 1954, gefolgt von einer letzten Fahrt am 31. März 1954. Die Bahngesellschaft wurde anschließend aufgelöst und die Strecke abgebaut.
Von 1979 bis 1987 existierte die Oneida & Western Transportation, die mit der ersten O&W allerdings nur einen Teil des Namens teilte. Das jüngere Unternehmen stellte der Louisville and Nashville Railroad Fahrzeuge für den Kohletransport auf Langstrecken.

## Fahrzeuge

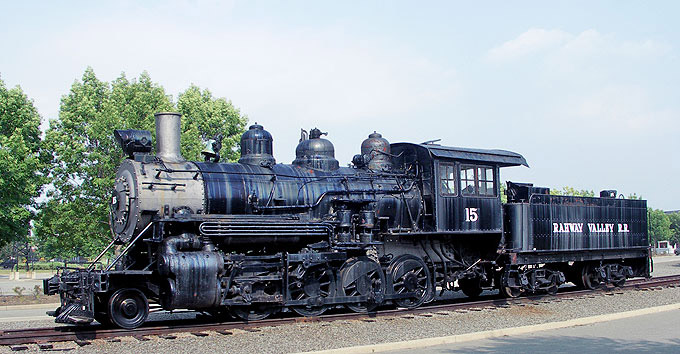
Rahway Valley 15, ehemals Lok 20 der O&W, im Steamtown Museum

Die O&W besaß während ihres Bestehens insgesamt 12 Dampflokomotiven, von denen mit Ausnahme der 1916 fabrikneu bei Baldwin Locomotive Works erworbenen Lok 20 alle gebraucht gekauft worden waren. Lok 20 wurde 1937 an die Rahway Valley Railroad verkauft und ist heute (als Rahway Valley 15) im Museum Steamtown National Historic Site erhalten.
Ab den 1920er-Jahren wurde der Personen- und Postverkehr der O&W zum Teil mit Triebwagen erbracht, wofür zunächst ein als M-3 bezeichneter Chevrolet-Lkw auf Schienen und ab Mitte der 1930er-Jahre ein als M-4 bezeichneter, etwas größerer Verbrennungstriebwagen genutzt wurde.